# 梅特卡夫-布魯英頓彗星
梅特卡夫-布魯英頓彗星是一顆木星族週期彗星，最初由喬爾·梅特卡夫於1906年發現，但是後來失蹤。霍華德·J·布魯因頓（Howard J. Brewington）於1991年進行的新觀察，之後確認1906年的目擊情況相吻合。
天文學家計算了梅特卡夫-布魯英頓彗星軌道，並在2001年、2011年和2022年彗星返回近日點時再次觀測。